# Matteo Neri
Matteo Neri, född 5 maj 1999 i Faenza, är en italiensk fäktare som tävlar i sabel.

## Karriär
Vid sommaruniversiaden 2019 i Neapel tog Neri brons individuellt i sabel. Vid europeiska spelen 2023 i Kraków tog han silver tillsammans med Luca Curatoli, Michele Gallo och Luigi Samele i lagtävlingen i sabel.
Vid EM 2025 i Genua tog Neri silver tillsammans med Luca Curatoli, Michele Gallo och Pietro Torre i lagtävlingen i sabel efter en finalförlust mot Ungern. Vid VM 2025 i Tbilisi tog han guld i lagtävlingen i sabel tillsammans med Luca Curatoli, Michele Gallo och Pietro Torre efter att de besegrat Ungern i finalen.